# Ямадзаки, Мэй
Мэй Ямадзаки (яп. 山崎愛生 Ямадзаки Мэй, род. 28 июня 2005 года) — японская певица, участница 15 поколения японской поп-группы Morning Musume.

## Биография

### Ранние годы
Мэй Ямадзаки родилась 28 июня 2005 года в городе Сайтама.

### 2016
16 июль 2016 было анонсировано, что Мэй присоединилась к Hello! Pro Kenshuusei.

### 2019
22 июня 2019 было анонсировано, что она становится участницей 15 поколения Morning Musume, вместе с Рио Китагава,
Хомарэ Окамура.

## Группы и юниты Hello! Project
- Hello Pro Kenshuusei (2016—2019)
- Morning Musume (2019—)

## Дискография

### Студийные альбомы
Morning Musume
- 16th ~That’s J-POP~ (2021)
- Best! Morning Musume 20th Anniversary (2019)

## Фильмография

### Телевизионные сериалы
- [2016-] Здравствуйте! Станция проекта
- [2016-2019] Здравствуйте! встретить тебя!
- [2017-] Предстоящие
- [2019-] крошечный крошечный
- [2019-] КАНАЛ OMAKE
- [2019] Привет, профи Коухаку Тайко THE ☆ BATTLE 2019
- [2019-] Morning Musume '19 из Morning Jogakuin ~ Houkago Meeting ~
- [2019-] Три станции
- [2020] Hello Pro ONE × ONE
- [2020] Привет, профи из Oshigoto Challenge! 2

## Фотокниги
Сольные фотокниги
1. Mei (2020)[5]
2. Mei16 (2021)[6]